# Luka Cerar
Luka Cerar, slovenski nogometaš, * 26. maj 1993.
Cerar je profesionalni nogometaš, ki igra na položaju vezista. Od leta 2024 je član avstrijskega kluba Donau Klagenfurt. Ped tem je igral za slovenske klube Domžale, Krko in Radomlje. Skupno je v prvi slovenski ligi odigral 130 tekem in dosegel tri gole. Bil je tudi član slovenske reprezentance do 15 in 19 let.